# Tên gọi Cộng hòa Séc
Tên gọi chính thức của Cộng hòa Séc tại Liên Hợp Quốc là Česká republika và tên ngắn gọn là Česko trong tiếng Séc và là Czech Republic và Czechia trong tiếng Anh. Những tên gọi này đều được bắt nguồn từ cái tên Czechs được dùng bởi người Slav bản địa ở trên "Vùng Séc" - cách gọi của người dân bản địa nơi đây. Czechia, tên gọi tiếng Anh chính thức của Cộng hòa Séc được chính phủ Séc phê duyệt được dùng rộng rãi bởi nhiều quốc gia và tổ chức trên thế giới từ những năm 1841. Tuy nhiên, hầu hết những người nói tiếng Anh đều dùng tên gọi "the Czech Republic" để chỉ Cộng hòa Séc trong hầu hết các trường hợp thay cho Czechia. Một vài ngôn ngữ khác như tiếng Pháp hay tiếng Hàn quốc thì có những biên dịch tên rút gọn là Česko hay Czechia để sử dụng. Ví dụ trong tiếng Đức là Tchéquie, tiếng Hàn là 체스꼬/Chesŭkko hoặc 체코/Chekho. Mặc dù vậy, tên gọi đầy đủ của Cộng hòa Séc vẫn thường được sử dụng ở các quốc gia này.
Cũng có một cái tên tiếng Séc nữa để chỉ Cộng hòa Séc ngày nay là Čechy, cũng cùng có nguồn gốc từ người Slav bản địa tuy nhiên lại có nghĩa là Bohemia, vùng đất cực tây rộng lớn nhất trong lịch sử lãnh thổ Séc thời xưa và Cộng hòa Séc ngày nay. Cái tên Bohemia bắt nguồn từ người Boii, một bộ lạc Celtic sinh sống tại khu vực này trước khi người Slav đến. The Lands of the Bohemian Crown (Vùng đất của Vương triều Bohemia, 1348-1918) là một phần của Đế quốc La Mã Thần thánh, thường được gọi là "Vùng Séc". Trong tiếng Séc, tính từ český đều có nghĩa là "người Séc" hoặc "người Bohemia".
Tên tiếng Séc chính thức của Cộng hòa Séc được lựa chọn để sử dụng một cách phổ biến sau sự chia cắt Tiệp Khắc vào năm 1993.